# Tidan
Tidan er en å i det nordlige Västergötland, der er 187 km lang, inklusive kilderne. Den har et afvandingsområde på 2 230 km².
Tidan er en af ganske få svenske åer, som løber mod nord. Den har sit udspring i Strängseredsjön mellem Ulricehamn og Bottnaryd, passerer søen Strøgene ved Sandhem og fortsætter mod nord gennem et søfattigt landskab forbi landsbyerne Tidaholm, Tibro, Tidan, søen Östen, bebyggelserne Tidavad og Ullervad og munder ud i Vänern ved Mariestad. Tidans største biflod er Ösan. Andre tilløb er Kräftån, som afvander søerne Vristulven og Lången, Djuran, Lillån og Yan.
58°41′17″N 13°49′40″Ø / 58.68806°N 13.82778°Ø